# سنجاس
سنجاس (به عربی: سنجاس) یک شهرداری در الجزایر است که در استان الشلف واقع شده‌است. سنجاس ۲۶٬۲۲۸ نفر جمعیت دارد.